# Mehičani
Mehičani so etnična skupina, ki naseljuje območje današnje Mehike ter jug ZDA (predvsem zvezne države Teksas, Florido, Novo Mehiko, Kalifornijo).

## Etnična sestava
Okoli 60 % Mehičanov je mesticev, okoli 30 % ameriških Indijancev ter okoli 9 % je evropskega porekla.

## Jezik
Mehičani govorijo špansko.